# يو جاي سوك
يو جاي سوك ((هانغل: 유재석)) مواليد 14 أغسطس 1972 في سول، كوريا الجنوبية، هو كوميدي ومذيع كوري جنوبي يلقب بـ«مذيع الأمة» في بلده. في تصويت تم من قبل مستخدمي الإنترنت الكوريين الجنوبيين حصل على لقب الكوميدي الكوري الأكثر شعبية لخمس سنوات متتالية بداية من 2004 إلى 2008.

## الأعمال
قام بتقديم العديد من البرامج التلفزيونية المتنوعة في كوريا الجنوبية، بما في ذلك برامج حققت شعبية كبيرة مثل تحدي بلا حدود ورنينق مان. ظهر أيضا في بعض الفيديوهات الموسيقية أشهرها تلك الخاصة بأغنية غانغنم ستايل وأغنية جنتلمان للفنان ساي.

### برامج التلفاز
- رانينغ مان مع جي سوك جن، وهاها، وإي كوانغ سو.
- هابي تو قيذر
- اكس مان
- نزهة العائلة
- تحدي بلا حدود

## روابط خارجية
- يو جاي سوك على موقع IMDb (الإنجليزية)
- يو جاي سوك على موقع ميوزك برينز (الإنجليزية)
- يو جاي سوك على موقع قاعدة بيانات الفيلم (الإنجليزية)
- يو جاي سوك على موقع كينوبويسك (الروسية)